# Distretto di Gulripsia
Il distretto di Gulripsia è una municipalità della Georgia, de facto appartenente all'Abcasia. Il suo capoluogo è Gulripsia.